# Rock FM 95.8
A Rock FM 95,8 (2016-tól 2017-ig Rádió Rock 95,8) egy budapesti közösségi rádió volt, mely tematikája szerint rockzenét játszott, aminek körülbelül 81%-a hazai előadóktól származott.

## Története
A rádióadó 2016. május 17-én indult el a budapesti 95,8 MHz-en, amit a Favorit Masters Kft. nyert meg pályázati úton. A rádió programigazgatója az induláskor Kalácska Gábor, az egykori Juventus Rádió és Neo FM programigazgatója volt, az ő helyét vette át később Sivák Péter.
A rádióadó korábban a Rádió Rock 95,8 nevet használta, a későbbi elnevezést 2017. december 15-én kapta meg.
2019. február 2-án éjféltől az egyetlen rock zenéket játszó rádió megszűnt, ezzel frekvenciáját a Sláger FM vette át. A Médiatanács ugyanis úgy határozott, hogy nem hosszabbította meg a Music FM és a Sláger FM engedélyét, de a Sláger FM végül "megmenekült", és a továbbiakban a Rock FM korábbi frekvenciáján hallható.
A rádió egykori munkatársai közül a megszűnés után többen online rádióadót indítottak: Kalácska Gábor és Thuróczy Richard a Rocker Rádiót, míg Szabó Marcell és Dandó Ádám a BDPST Rock Rádiót, amely előbbinél valamivel dallamosabb irányt képvisel. 2021. december 1-én új rockrádió indult a budapesti 103,9 MHz-en, FM 103.9 – A ROCK (jelenleg 103,9 Rock FM) néven, ahol az egykori rockrádió stábjából Csizinszky Éva, Bűdi Szilárd, és Dandó Ádám is hallható. B. Németh Diána és Jurásek Balázs azonban más rádiónál igazoltak, előbbi a Best FM női, míg utóbbi az országos Retro Rádió férfi műsorvezetője lett.

## Hallgatottság
Országos napi átlag rádióhallgatottság a 15 évesek és idősebbek körében.
| Időszak           | Hallgatók száma (fő/nap) |
| ----------------- | ------------------------ |
| 2017. márc.-máj.  | 164.000                  |
| 2017. ápr.-jún.   | 195.000                  |
| 2017. máj.-júl.   | 217.000                  |
| 2017. jún.-aug.   | 199.000                  |
| 2017. júl.-szept. | 188.000                  |
| 2017. aug.-okt.   | 180.000                  |
| 2017. szept.-nov. | 190.000                  |
| 2017. okt.-dec.   | 216.000                  |
| 2018. jan.-márc.  | 108.000                  |
| 2018. feb.-ápr.   | –                        |
| 2018. márc.-máj.  | 159.000                  |
| 2018. ápr.-jún.   | 142.000                  |
| 2018. máj.-júl.   | 111.000                  |
| 2018. jún.-aug.   | 101.000                  |
| 2018. júl.-szept. | 94.000                   |
| 2018. aug.-okt.   | 82.000                   |
| 2018. szept.-nov. | 83.000                   |

## Műsorvezetők
- Bűdi Szilárd
- Rédl Ádám
- Gaják Petra
- Veress Dóra
- Barabás Bea
- Csizinszky Éva
- B. Németh Diána
- Jurásek Balázs[7]
- Thuróczy Richard[8]

Korábbi műsorvezetők
- Kovács Áron
- Nagy Feró
- Kerekes Sándor
- Vas Maya
- Kalácska Gábor
- Hajnal Gábor
- Pócsi István
- Szabó Marcell
- Dittmann András †
- Kiss Orsolya (Kisó)